# Eva Herzigová
Eva Herzigová (ur. 10 marca 1973 w Litvínovie) – czeska modelka i aktorka.

## Kariera

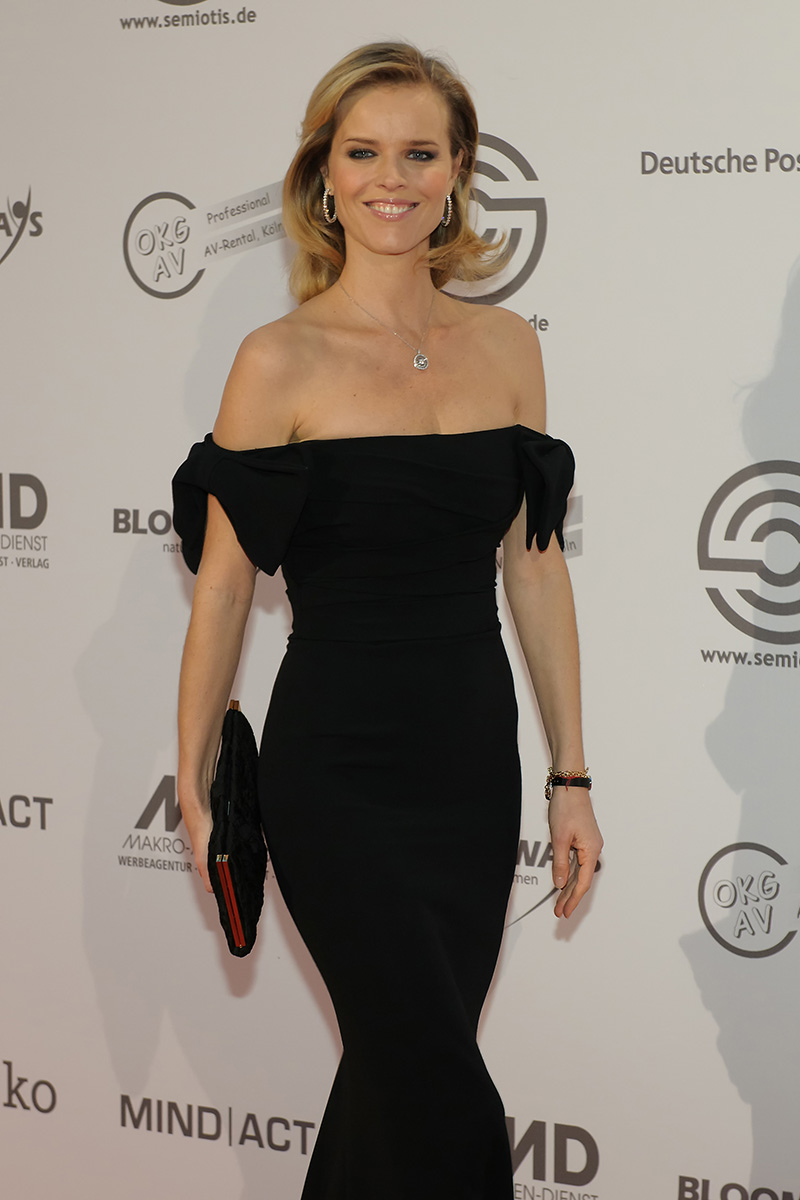
Eva Herzigova w 2012 roku

Karierę modelki rozpoczęła w wieku 16 lat w wyniku castingu, po wyjeździe do Pragi. Wkrótce znalazła się w Paryżu. Jej pierwszym ważnym wystąpieniem było uczestnictwo w reklamie firmy Wonderbra.
Herzigová była w latach 90. XX wieku jedną z najpopularniejszych modelek bloku wschodniego. Po sukcesie kampanii Wonderbra Herzigová reklamowała m.in. Guess? (zastąpiła Claudię Schiffer), Victoria’s Secret, Louis Vuitton. Pozowała do kalendarza Pirelli. Jej zdjęcia znalazły się w magazynie Sports Illustrated w roku 1997 i 1999. W 2002 roku reklamowała słynny dom mody Givenchy. Wkrótce drastycznie schudła, w wyniku czego zaczęto podejrzewać ją o anoreksję. Eva jednak wszystkiemu zaprzeczała i rozwiała te wątpliwości, gdy w 2006 roku na festiwalu filmowym w Cannes jej figura nie budziła już kontrowersji.
Od momentu, gdy w 1996 roku sfotografował ją na śródziemnomorskiej promenadzie La Croisete w Cannes Helmut Newton ubraną w kusy, czarny kombinezon, Eva co roku gościła na festiwalu filmowym świata. Podczas festiwalu filmowego w Cannes w 2003 roku Eva prezentowała własną linię strojów kąpielowych. W 2007 roku natomiast po raz pierwszy publicznie pokazała się będąc w ciąży, właśnie na otwarciu festiwalu w Cannes. W 2006 roku została twarzą marki Chopard produkującej zegarki i biżuterię.
W ciągu blisko piętnastu lat międzynarodowej kariery pojawiała się na wybiegach w: Nowym Jorku, Paryżu, Londynie oraz Barcelonie.
W 2007 roku Eva ogłosiła, że kończy karierę modelki i zamierza zająć się reżyserowaniem filmów. Należy dodać, iż od 1992 roku Eva grała w filmach, ale nie odniosła w tej dziedzinie większych sukcesów. W ogłoszonym w 2006 roku przez telewizję Channel plebiscycie na najlepsze supermodelki w historii Eva uplasowała się na 11 pozycji.
Herzigová ma 180 cm wzrostu a jej wymiary to 95-62-92 cm.

## Życie prywatne
W latach 1996–1998 była żoną Tico Torresa, perkusisty grupy Bon Jovi. Od 2001 roku związana jest z włoskim biznesmenem Gregorio Marsiajem, z którym ma syna urodzonego dnia 1 czerwca 2007 roku w Paryżu. Chłopiec nazywa się George Marsiaj Herzig. 13 marca 2011 roku modelka urodziła drugiego syna - Philipa, a w kwietniu 2013 roku urodził się trzeci syn modelki -
Edward. Eva mówi płynnie po czesku (język ojczysty), angielsku, francusku, włosku i hiszpańsku.

## Filmografia
| Tytuł                                              | Rok  | Rola                 | Info    |
| -------------------------------------------------- | ---- | -------------------- | ------- |
| Portret Doriana Graya (The Picture of Dorian Gray) | 2005 | nieokreślona         |         |
| Eva – film krótkometr., reż. Gaspar Noé            | 2005 | ona sama             |         |
| Modigliani, pasja tworzenia                        | 2004 | Olga Khokhlova       |         |
| Przystanek w raju (Just for the Time Being)        | 2000 | Christine            |         |
| L'amico del cuore                                  | 1998 | Frida Seta           |         |
| Anioł Stróż (Les Anges gardiens)                   | 1995 | Tchouk Tchouk Nougat |         |
| Inferno                                            | 1992 |                      | film TV |